# Troglocaris (Xiphocaridinella) jusbaschjani
Troglocaris (Xiphocaridinella) jusbaschjani is een garnalensoort uit de familie van de Atyidae. De wetenschappelijke naam van de soort is voor het eerst geldig gepubliceerd in 1948 door Birstein.